# La Coulotte Peak
La Coulotte Peak är en bergstopp i Kanada.   Den ligger i provinsen Alberta, i den södra delen av landet, 2 900 km väster om huvudstaden Ottawa. Toppen på La Coulotte Peak är 2 425 meter över havet, eller 291 meter över den omgivande terrängen. Bredden vid basen är 1,1 km.
Terrängen runt La Coulotte Peak är kuperad österut, men västerut är den bergig.Trakten runt La Coulotte Peak är nära nog obefolkad, med mindre än två invånare per kvadratkilometer.. Det finns inga samhällen i närheten.
Trakten runt La Coulotte Peak består i huvudsak av gräsmarker.